# Hoàng Đình Giong
Hoàng Đình Giong (1 tháng 6 năm 1904 – 17 tháng 3 năm 1947), còn gọi là Văn Tư, Vũ Đức, là một nhà cách mạng và quân sự Việt Nam. Là một Đảng viên Cộng sản từ trước khi Đảng Cộng sản Việt Nam chính thức thành lập, ông là một thành viên của Ban Chấp hành Trung ương Đảng Cộng sản Việt Nam khoá I. Là một nhà quân sự, ông là một trong những chỉ huy của đội quân Nam tiến, chỉ huy trưởng chiến trường Khu 9 và Khu 6.
Năm 1925, ông tham gia Việt Nam Thanh niên Cách mạng Đồng chí hội. Năm 1929, ông tham gia Đảng Cộng sản Đông Dương là người Cộng sản đầu tiên của tỉnh Cao Bằng. Ngày 1 tháng 4 năm 1930, ông đã cùng Hoàng Văn Thụ, Hoàng Tú Hưu thành lập Chi bộ Hải ngoại do ông làm Bí thư.
Ngày 1 tháng 4 năm 1930, ông thành lập chi bộ Đảng Cộng sản Đông Dương ở Cao Bằng. Năm 1932, ông hoạt động cách mạng ở Trung Quốc.
Năm 1933, Hoàng Đình Giong được phân công về nước hoạt động xây dựng phong trào cách mạng ở Hải Phòng, Hồng Quảng.
Năm 1934, ông lại ra nước ngoài hoạt động cách mạng. Tại Đại hội Đảng lần thứ nhất tại Ma Cao (Trung Quốc) năm 1935, Hoàng Đình Giong được bầu vào Ban Chấp hành Trung ương Đảng.
Trong thời gian từ năm 1936 đến trước Cách mạng Tháng Tám, ông bị địch bắt bị giam giữ tại nhiều nhà lao trong và ngoài nước. Năm 1942, khi đang bị lưu đày tại Karianga (Madagascar), ông cùng một số đồng chí được Cơ quan Tình báo Anh (Intelligence Service - IS) tuyển mộ và huấn luyện để phục vụ cho kế hoạch tung điệp viên xuống những thuộc địa của Anh và Pháp bị quân Nhật chiếm từ đầu Thế chiến thức hai.
Cuối năm 1942, ông được người Anh tổ chức trở về Cao Bằng bắt liên lạc rồi trở lại Ấn Độ. Cuối năm 1944, ông và Lê Giản được người Anh cho nhảy dù đổ bộ xuống địa điểm chỉ cách thị xã Cao Bằng chừng hai cây số.
Sau khi về nước, ông liên lạc với Việt Minh, tham gia lãnh đạo giành chính quyền ở Cao Bằng trong Cách mạng Tháng Tám.
Khi Cách mạng Tháng Tám thành công, ông được Đảng và Hồ Chí Minh trao trách nhiệm chỉ huy Đội quân Nam tiến. Năm 1946, ông là Khu trưởng Khu IX, đoàn kết các dân tộc để đánh Pháp, xây dựng căn cứ U Minh và xây dựng lực lượng vũ trang Khu 9.
Tháng 1 năm 1947, ông là Khu trưởng Khu 6.
Tháng 3 năm 1947, trên đường ra Bắc để báo cáo tình hình, đến Ninh Thuận, ông bị địch Pháp phục kích  vây bắn và hy sinh ngày 17 tháng 3 năm 1947.
Năm 1980, Đảng và Nhà nước đã di chuyển hài cốt của ông về an táng tại Nghĩa trang Mai Dịch, Hà Nội.